# Bacula (logiciel)
Pour les articles homonymes, voir Bacula.
Bacula est un logiciel de sauvegarde, de vérification et de restauration de fichiers en mode client-serveur dans un réseau, distribué en Open Source. Ses composants serveurs tournent sur Linux, Solaris ou FreeBSD. Ses composants clients existent pour de nombreuses autres plateformes, dont MacOS et Windows.
Il utilise une base de données relationnelle motorisée par MySQL, PostgreSQL ou SQLite, crée des signatures SHA-1 (ou MD5) pour chaque fichier sauvegardé, permet le chiffrement des données et des commandes transitant sur le réseau et peut sauvegarder des fichiers de plus de 2 Go. Il sait également gérer les robots changeurs de bandes. Enfin, il peut exécuter des scripts avant et après chaque travail. Il possède également plusieurs interfaces graphiques disponibles sous Linux et Windows pour visualiser les jobs, effectuer des restaurations, etc.
Le nom « Bacula » est un mot-valise faisant allusion à « Backup » et « Dracula », le slogan étant « Il arrive la nuit et absorbe l’essence vitale de vos ordinateurs ».